# Symplectoscyphus turgidus
Symplectoscyphus turgidus är en nässeldjursart som först beskrevs av Trask 1857.  Symplectoscyphus turgidus ingår i släktet Symplectoscyphus och familjen Sertulariidae. Inga underarter finns listade i Catalogue of Life.